# Шпагино (село)
Шпа́гино (рос. Шпагино) — село у складі Зоринського району Алтайського краю, Росія. Входить до складу Новоманошкінської сільської ради.

## Населення
Населення — 169 осіб (2010; 205 у 2002).
Національний склад (станом на 2002 рік):
- росіяни — 95 %